# Giovanni Bracesco

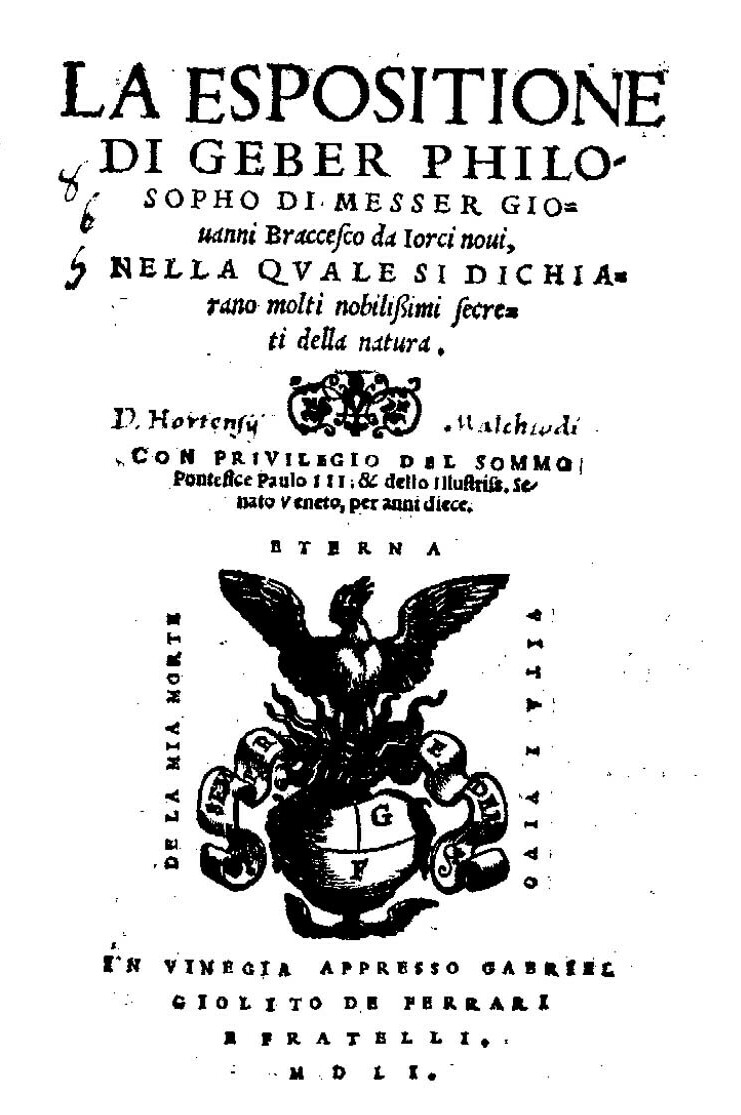
Esposizione di Geber filosofo, 1551

Giovanni Bracesco (v. 1481-1555) est un médecin originaire de la région de Brescia. Il était aussi alchimiste, il prétendait avoir découvert l’élixir de longue vie.

## Biographie
Parmi les interprétations alchimiques de la mythologique antique qui fleurirent à la Renaissance, idée esquissée au Moyen Âge par Albert le Grand, et développée par Petrus Bonus, « la plus déterminante, celle qui influença l'alchimie de façon décisive en l'orientant sans plus de discussion dans cette voie où chacun était libre d'interpréter les symboles à sa guise, fut celle que donna Giovanni Bracesco (c. 1482-1555 ?) donna dans ses deux ouvrages Il Legno della vita (1542) et L'Esposizione di Geber filosofo (1544), où Démogorgon, figure mythologique héritée de Boccace, dialoguait respectivement avec Lulle et Geber. ces deux textes connurent par la suite une large diffusion. »
Il fit paraître en 1544 un ouvrage rédigé en italien, La Espositione di Geber philosopho, dont la version latine a fini par s’imposer sous le titre De Alchimia dialogi duo. Il s’agit, en effet, de deux dialogues. Le premier, intitulé Dialogue expliquant le sens vrai et authentique des livres de Geber, le second, Le Bois de vie, ou Dialogue qui explique les écrits de Raymond Lulle. Le texte latin des deux dialogues se trouve dans J.-J. Manget, Bibliotheca Chemica curiosa, Genève, 1702 [rééd. par Forni en 1976], t. I, p. 565 à 597, et 911 à 938.
C’est à Venise que parut cet ouvrage qui allait donner une impulsion nouvelle à l’interprétation alchimique des mythes gréco-romains.
Il faut noter que son exposition systématique du sens alchimique des mythes fut presque aussitôt dénoncée par le mythologue Natale Conti, un auteur milanais (mort vers 1582), qui le railla dans son  ouvrage intitulé Mythologiae, sive explicationis fabularum libri X, paru en 1551.

## Œuvres
- (it) Il legno della vita, Rome, Valerio Dorico & fratelli, 1542 (lire en ligne)
- (it) Esposizione di Geber filosofo, Venise, Gabriele Giolito de Ferrari & fratelli, 1551 (lire en ligne)